# Casa de campo

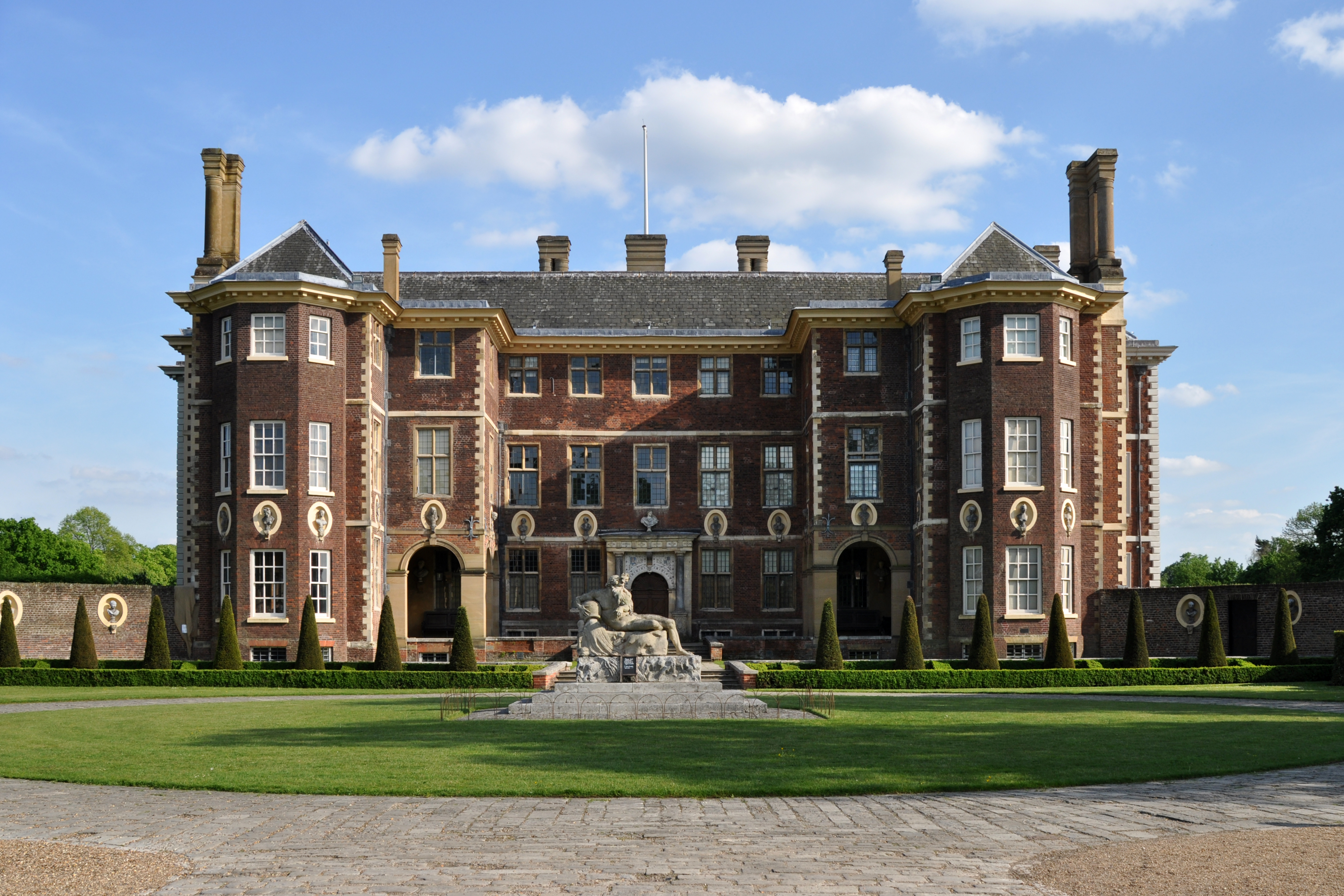
Ham House no Reino Unido.

Uma casa de campo é uma casa ou solar, cujas dimensões podem variar, que está situada em uma área rural.

## No Reino Unido

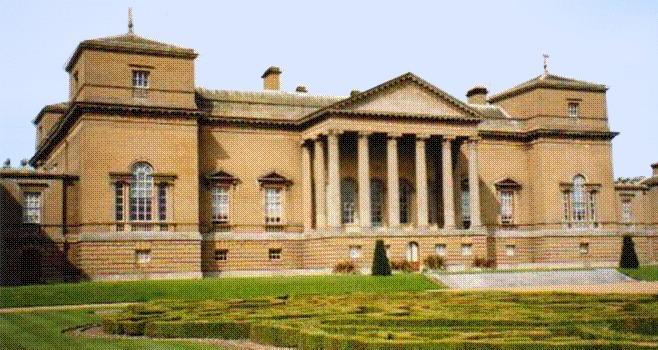
Holkham Hall, uma das maiores casas de campo inglesas.

No Reino Unido, casas de campo são conhecidas como country houses, um termo que às vezes é confundido com stately home. A principal diferença é que country houses estão sempre localizadas no campo, enquanto uma stately home pode estar também em uma cidade — a famosa Apsley House, por exemplo, está situada em Londres.
Casas de campo não foram construídas somente por membros da aristocracia britânica, como também pela gentry, a nobreza média e baixa do país. Os aristocratas costumavam utilizá-las como refúgio para lazer e, por isso, muitos detinham mansões na cidade: a já citada Apsley House era, na verdade, a residência londrina do Duque de Wellington, que no campo desfrutava de Stratfield Saye House.
Muitas casas de campo inglesas foram realmente projetadas para "impressionar" observadores e "dominar" a paisagem, tais como Kedleston Hall e Holkham Hall. Atualmente, muitas continuam sendo habitadas por nobres, mas há também casas de campo que foram transformadas em centros culturais, como museus.